# Luray (Virginia)
Luray es una localidad del Condado de Page, Virginia, Estados Unidos. Según el censo de 2000 tenía una población de 4.871 habitantes y una densidad de población de 396.8 hab/km².

## Demografía
Según el censo de 2000, había 4.871 personas, 2.037 hogares y 1.332 familias residiendo en la localidad. La densidad de población era de 396,8 hab./km². Había 2.191 viviendas con una densidad media de 178,5 viviendas/km². El 92,45% de los habitantes eran blancos, el 5,52% afroamericanos, el 0,25% amerindios, el 0,33% asiáticos, el 0,45% de otras razas y el 1,01% pertenecía a dos o más razas. El 1,35% de la población eran hispanos o latinos de cualquier raza.
Según el censo, de los 2.037 hogares en el 27,9% había menores de 18 años, el 47,8% pertenecía a parejas casadas, el 13,5% tenía a una mujer como cabeza de familia y el 34,6% no eran familias. El 30,7% de los hogares estaba compuesto por un único individuo y el 15,7% pertenecía a alguien mayor de 65 años viviendo solo. El tamaño promedio de los hogares era de 2,31 personas y el de las familias de 2,85.
La población estaba distribuida en un 22,1% de habitantes menores de 18 años, un 6,7% entre 18 y 24 años, un 27,0% de 25 a 44, un 23,0% de 45 a 64 y un 21,3% de 65 años o mayores. La media de edad era 41 años. Por cada 100 mujeres había 87,2 hombres. Por cada 100 mujeres de 18 años o más, había 82,3 hombres.
Los ingresos medios por hogar en la localidad eran de 34.306 dólares ($) y los ingresos medios por familia eran 39.972 $. Los hombres tenían unos ingresos medios de 30.039 $ frente a los 19.841 $ para las mujeres. La renta per cápita para la ciudad era de 16.205 $. El 13,1% de la población y el 11,3% de las familias estaban por debajo del umbral de pobreza. El 22,4% de los menores de 18 años y el 9,6% de los habitantes de 65 años o más vivían por debajo del umbral de pobreza.

## Geografía
Según la Oficina del Censo de los Estados Unidos, la localidad tiene un área total de 12,3 km², todos ellos correspondientes a tierra firme.